# هادی نجم‌آبادی
هادی نجم‌آبادی (۱۲۵۰–۱۳۲۰ قمری) از روحانیان بلندآوازهٔ عصر ناصری و مظفری است.

## شخصیت
هادی نجم‌آبادی، یکی از مجتهدان مشهور تهران در دوران ناصرالدین شاه و مظفرالدین شاه بود. وی را باید یکی از تأثیرگذارترین افراد در تاریخ معاصر ایران دانست که هم در زمینهٔ تجددخواهی اثرگذار بود، هم در مسائل سیاسی ایران. افکار و اندیشه‌های شیخ را در کتاب تحریر العقلاء می‌توان جست. وی را نزدیکترین روحانی ایرانی به سیدجمال الدین دانسته‌اند. نامه‌هایی که یاران سید جمال الدین، همچون میرزا آقاخان کرمانی و شیخ احمد روحی، برای شیخ هادی نجم‌آبادی می‌فرستادند، گاه از چنان حساسیتی برخوردار بود که در صورت کشف، کشته‌شدن نامه‌رسان را در پی داشت.

احمد روحی از یاران سید جمال الدین و هادی نجم‌آبادی، از نویسندگان کتاب هشت بهشت، پیرو کتاب بیان و داماد میرزا یحیی نوری بود

میرزا آقاخان کرمانی از یاران سید جمال الدین و هادی نجم‌آبادی، از نویسندگان کتاب هشت بهشت پیروآیین بیانی و داماد صبح ازل بود

در اثبات شهامت سیاسی او همین بس که منزلش مأمن بزرگانی مانند میرزا حسن خان رشدیه (بنیانگذار مدارس نوین در ایران) و میرزا رضا کرمانی بود. طبق اسنادی موثق، نجم‌آبادی با سیدجمال الدین اسدآبادی، مرتبط بوده است؛ همچنین در جریان انقلاب‌های جهانی قرار داشت و اخبار و اطلاعات این وقایع چه از طریق روزنامه‌های پارسی‌زبان چاپ خارج-از-کشور و چه از طریق دوستان و رفقای فرنگ‌رفته به وی می‌رسید.
نجم‌آبادی یکی از مجتهدان نامدار در سالیان پیش از مشروطیت بود که نقش مثبتی در آگاه کردن مردم در گرایش به افکار و اندیشه‌های نو و در نهایت پیدایش مشروطه خواهی داشته است. البته او تنها کسی بود که پس از اعدام میرزا رضا کرمانی برای او مجلس یادبود گرفت.
نجم‌آبادی از جمله اعضای نخستین فراموشخانه ایجاد شده در ایران بود.
تورج امینی، شیخ هادی نجم‌آبادی را بابی مذهب می‌داند و برای اثبات دیدگاه خود به تنها اثر او (کتاب تحریر العقلا) استناد می‌کنند. ولی به اعتقاد مرکز اسناد انقلاب اسلامی بخش بزرگی از کتاب تحریر العقلاء به رد بابیگری اختصاص دارد. اکبر ثبوت (پژوهشگر تاریخ) طی مقاله‌ای با عنوان «بهایی گری علیه مشروطه خواهی» به ادّعاهای سید مقداد نبوی رضوی نویسنده کتاب تاریخ مکتوم و تورج امینی مبنی بر گرایش شیخ هادی به بابیت، پاسخ داده است. مباحثی همانند پیوندهای بهاییان با محمّد علی شاه قاجار، هم آوایی بهاییان و مشروعه خواهان در تحلیل جنبش مشروطه، سخنان نجم‌آبادی در تخطئه باب و بابیان، تضاد گفته‌های باب و بابیان با معتقدات نجم‌آبادی به ویژه در زمینه خداشناسی و توحید از عناوین این پاسخ است.
تورج اتابکی نجم‌آبادی را مجتهدی با گرایش بابی می‌داند که تلاشش برای عرضهٔ مفاهیم غربی حقوق، آزادی‌ها و ترقی فردی، و پیشرفت فناورانه غرب در برابر افول ایران برای مخاطب ایرانی بر سکوتش در خصوص گرایش بابیش افزود. تأکید بر هویت ناب اسلامی و اعتقاد به آموزه‌های اجتماعی قرآن به عنوان بنیان‌های اصلاحگری اصیل اسلامی او این سکوت را تشدید کرد.
افسانهٔ نجم‌آبادی، نبیرهٔ شیخ هادی، این که او در خفا یک بابی یا ازلی بود را از جمله روایت‌های خانوادگیشان می‌داند. یادآوری می‌کنیم که سیف الدین نجم‌آبادی، نوهٔ شیخ هادی، کتاب «تحریرالعقلا» را به فارسی ساده و امروزی برگردانده است. این برگردان به پاره ای از کژ فهمی‌هایی که از نثر دشوار آن برمی‌خیزد پایان می‌دهد و دیدگاه روشنی از شیخ هادی می‌آفریند.
باید خاطرنشان کرد که علاوه بر شیخ هادی نجم‌آبادی، شخصیت‌های برجسته دیگری که در آن دوران فعال بودند از اتهام بابی بی نصیب نماندند مانند سید جمال الدین حسینی اسدآبادی و میرزا رضا کرمانی (قاتل ناصر الدین شاه) و سید جمال واعظ و این تهدیدی بود تا صدای مخالفی از کسی شنیده نشود. در مقابل، دفاع عملی علمای بزرگ حوزه‌های تهران و نجف از آنان، تأثیر این توطئه را خنثی می‌کرد.
در آن زمان روحانیون متقی و پاکدامن اگر از اعمال ناشایسته روحانی نماها انتقاد می‌کردند شمشیر تکفیر بر آن‌ها فرود می‌آمد و متهم به بی‌دینی می‌شدند که این موضوع شامل هادی نجم‌آبادی عالم روشنفکر نیز شد و به اتهام بابیگری تکفیرش کردند.

## شاگردان

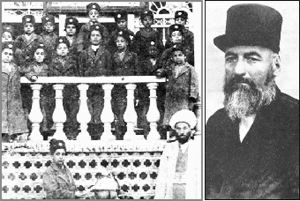
حسن رشدیه بنیان‌گذار آموزش نوین در ایران و شاگردانش

کمتر کسی از رجال دوران مشروطه را می‌توان نام برد که مستقیم یا غیرمستقیم شاگرد شیخ نبوده یا با وی رابطه نداشته باشد. از معروف‌ترین شاگردان او می‌توان به سیدمحمد طباطبایی، علی اکبر دهخدا، علامه محمد قزوینی، میرزا جهانگیرخان شیرازی، میرزاحسن رشدیه، ملک المتکلمین و ناظم الاسلام کرمانی و ميرزا رضا كرماني اشاره کرد.

## جنبش مشروطه

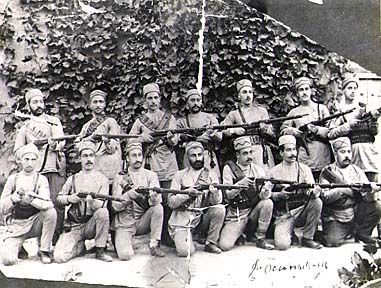
مبارزان مشروطه

پیروزی جنبش مشروطه‌خواهی مردم ایران با صدور فرمان مشروطیت در سال ۱۳۲۴، چهار سال پس از وفات شیخ هادی (۱۳۲۰ق) اتفاق افتاد. از این رو، اگر چه وی نقش مستقیمی در برپایی جنبش مشروطیت، همچون دو رهبر اصلی آن یعنی سیدعبدالله بهبهانی و سیدمحمد طباطبایی نداشته است، اما نمی‌توان تأثیرات فکری این آزاداندیش را در به تکاپو واداشتن مردم ایران برای احقاق حقوق خود نادیده گرفت. بدین جهت است که او در کنار سید جمال‌الدین و سید محمد طباطبایی از جمله سخنگویان اسلامی به‌شمار می‌آید که به عنوان دشمنان حکومت استبدادی زمان، هواخواه قانون، نظم و آزادی شناخته شده‌اند. حضور شیخ هادی در فراهم‌آوری زمینه‌های جنبش مشروطیت در سه رویداد، در خور درنگ و بررسی می‌باشد که هر یک از آن‌ها به نوعی، یکی از عوامل خیزش ایرانیان در مشروطه‌خواهی به‌شمار می‌آیند.

## جنبش تحریم تنباکو
دستگاه استبدادی دوران قاجار و فساد، رشوه خواری و تبهکاری کارکنان دولت آن چنان بر دوش مردم سنگینی می‌کرد که روشنفکران و برخی از رهبران مذهبی را به فکر چاره انداخت. واگذاری امتیازات و حق سرمایه‌گذاری‌ها از طرف دولت ایران به کمپانی‌های خارجی، تجارت و بازرگانی ملی را مورد تهدید قرار داد و تجار نیز ناچار دست به دامان روحانیون شدند. بارزترین خیزش بازرگانان، روحانیان، روشنفکران و مردم علیه واگذاری امتیاز به خارجیان، «جنبش تحریم تنباکو» است که در سال ۱٣٠٧ ه. ق (۱۸۹۰م) به دنبال واگذاری امتیاز انحصار دخانیات از سوی دولت ایران به یک کمپانی انگلیسی موسوم به «رژی» به وقوع پیوست. دانسته نیست که از چه رو نجم‌آبادی مستقیماً در این جنبش دخالت نداشت، اما آنچه مشخص می‌باشد این است که او در دو مورد صریحاً اعلام نظر کرده است:
1. او بر خلاف سایر روحانیان، حرمت استعمال دخانیات را دائمی دانسته و مخصوص زمان خاصی نمی‌داند. گفتنی است فقها معمولاً علیه مفاسدی که صریحاً در قرآن یا اخبار و احادیث، حکمی در مورد حرمت آن‌ها صادر نشده، اقدام نمی‌کردند و استعمال تریاک، افیون، دخانیات و مشتقات آن‌ها هیچ‌گاه از جانب روحانیان در گذشته حرام نشده بود ولی شیخ هادی اولین روحانی شیعه بود که با نتیجه‌گیری عقلی از منابع فقهی اعلام حرمت دائمی استعمال دخانیات را کرده است.
2. هر چند در مجالس شور و مشورت روحانیان در باب تحریم تنباکو شرکت نمی‌کرد، اما پیام فرستاد که حاضر است در صورت خروج روحانیان از تهران به عنوان اعتراض، او نیز آنان را همراهی کند.

ناظم الاسلام کرمانی که خود از جمله شاگردان نجم‌آبادی بود در این زمینه می‌نویسد: «مرحوم حاج هادی نجم‌آبادی هم در مجالس مذاکره حاضر نشد، لکن پیغام داد من استعمال دخانیات را مطلقاً حرام می‌دانم و اگر بنای آقایان بر حرکت از تهران و مهاجرت به عتبات شد، اولین کسی که ردا بر دوش کند و با پای پیاده مهاجرت نماید، من می‌باشم. بنده نگارنده در مجلس مرحوم هادی بودم که این مذاکره را فرمود.»

## ارتباط با سیدجمال الدین اسدآبادی
شیخ هادی نجم‌آبادی که عضو فعال «انجمن پان اسلامی» تهران به‌شمار می‌رفت با سیدجمال الدین (۱۲۵۴–۱۳۱۵ ق) بانی نهضت‌های اصلاحی در جهان اسلام و نظریه پان اسلام همکاری داشت. وی با صراحت از ناصرالدین شاه قاجار و دیگران انتقاد می‌کرد و سبب ذلت مسلمانان را «اعراض از آیات الله» و تفسیر قرآن بنا به «رأی و وهم خود» می‌دانست. در نخستین روزهای ورود سید به تهران، هادی ملاقات‌هایی با او کرد تا نقشه‌ای برای بیداری ایرانیان ریخته و مردم را به آزادی، مساوات و برادری که پایه اتحاد اسلامی است آشنا سازد و مشروطه را جایگزین دولت استبدادی قاجار نماید. شیخ هادی پیشنهاد کرد که چون بیشتر مردم ایران بی سوادند و در خواب غفلت و نادانی به سر می‌برند، از فهم سخنان شما ناتوان هستند و چماق تکفیر، بزرگ‌ترین حربه، ناجوانمردانه است. بنابر این، خوب است درس تفسیر قرآن مجید را آغاز کنید و کم‌کم مفهوم آزادی را طی تفسیر کلمات آسمانی بیان نمایید تا عده‌ای از طلاب معرفت را به حقایق آشنا کنید. آنان را تربیت کنید تا به مرور ایام، مقدمات تحول اساسی را در کشور عقب افتاده ایران فراهم سازید. مؤلف «تاریخ بیداری ایرانیان» پیرامون ارتباط سید و شیخ هادی می‌نویسد: «یکی از اشخاصی که با مقاصد سید همراه شد، مرحوم حاج شیخ هادی نجم‌آبادی بود». حامد الگار نیز می‌نویسد: «زمانی که سیدجمال الدین در بارگاه حضرت عبدالعظیم (ری) تحصن کرده بود، شیخ هادی نجم‌آبادی و سیدصادق طباطبایی با او ملاقات و تماس داشته‌اند».

## واقعه قتل ناصر الدین شاه قاجار

میرزا رضا کرمانی لحظاتی قبل از اعدام

از دیگر عوامل مهم درونی جنبش مشروطیت ایران، واقعه قتل ناصرالدین شاه قاجار به دست میرزا رضا کرمانی در بقعه حضرت عبدالعظیم واقع در شهر ری بود. این واقعه در جمعه ۱۷ذی القعده ۱۳۱۳(اول مه ۱۸۹۶) اتفاق افتاد و طی آن به سلطنت پنجاه ساله چهارمین پادشاه سلسه قاجاریه پایان داد. در این راستا، هادی که همواره در تلاش برای سقوط استبداد و نجات مسلمانان بود، هنگامی که میرزا رضا برای ترور ناصرالدین شاه به تهران آمد، در حالی که تحت تعقیب و فراری بود، زندگی و موقعیت او را تأمین و کاملاً” مورد حمایت و پشتیبانی قرار داد و میرزا رضا نیز مانند هزار تن دیگر از افرادی که با شیخ هادی نشست و برخاست می‌کرد در پیوندی معنوی با شیخ قرار گرفت. او در بازجویی‌ها در پاسخ به سؤالی دربارهٔ ارتباطش با شیخ می‌گوید: «مشرب آقا هادی معلوم است که چه، قسم صحبت می‌کند. او روز که کنار خیابان روی خاک نشسته است؛ متصل مشغول آدم‌سازی است و تا به حال اقلاً” بیست هزار آدم درست کرده است و پرده از پیش چشم شان برداشته است و همه بیدار شده و مطلب را فهمیده‌اند». بی‌گمان یکی از آن بیست هزار نفری که به گفته میرزا رضا توسط هادی با حقایق آشنا شده‌اند، خودش بوده است. او می‌گوید: «آقا حاج شیخ هادی را از سایر مردم انسان تر می‌دانم، با او می‌شود دو کلمه صحبت کرد». بدین سبب بود که به هنگام زندگی مخفیانه میرزا رضا در حرم عبدالعظیم پس از بازگشت از استانبول، دو شب میهمان حاج شیخ هادی بوده و یک تومان هم از شیخ به عنوان خرجی دریافت کرد. بر اساس اسناد تاریخی، اگر چه میرزا رضا دربارهٔ اندیشه خود در زمینه ترور شاه گفتگویی با شیخ هادی نداشته، اما او را هم عقیده خود می‌دانسته، چنان‌که میرزا رضا در پاسخ به پرسش بازجوها مبنی بر این که، «شما از کجا در تمام این شهر، حاج شیخ هادی را انتخاب کردید و به منزل او آمدید، مگر سابقه و آشنایی اختصاصی با او داشتید؟» چنین گفته بود که «اگر سابقه اختصاصی نداشتم که از من میهمانداری نمی‌کرد. حاج شیخ هادی که به احدی اعتنایی ندارد تمام مردم را در کوچه روی خاک پذیرایی می‌کند». در قسمت دیگری از بازجویی پرسیده شده بود: «مگر شیخ هادی با شما هم عقیده و هم خیال است؟». پاسخ میرزا این بود که «اگر هم عقیده و هم خیال نبود به منزلش نمی‌رفتم». مظفرالدین شاه پس از به سلطنت رسیدن، دستور به دار آویختن میرزا رضا را صادر کرد و حکم مزبور، صبح روز پنجشنبه دوم ربیع‌الاول۱۳۱۴ در میدان مشق تهران به اجرا درآمد. اگر چه کم نبودند کسانی که از کار میرزا در کشتن ناصرالدین شاه خشنود بودند اما تنها کسی که در بزرگداشت یاد میرزا مجالسی هر چند مختصر و درویشی در چهلم و سال او بر پا کرد، هادی بود. ناظم الاسلام کرمانی در این باره می‌نویسد: «در دوازدهم ربیع‌الثانی ۱۳۱۴ق که چهل روز بعد از قتل میرزا رضا بود؛ در نزدیکی خانه حاج شیخ هادی نجم‌آبادی، آقا میرزا حسن کرمانی با آقا شیخ محمدعلی دزفولی و بعضی از اجزاء مرحوم شیخ هادی، چهلم میرزا را گرفتند… سال میرزا را مرحوم شیخ هادی گرفت که از امین الدوله دعوت نمود و در ساعت پنج از شب گذشته که حاضرین آن سه نفر بودند؛ شخص هادی نجم‌آبادی و امین الدوله و یکی از محارم حاج هادی. پس از صرف غذا، حاضرین طلب مغفرت و رحمت نمودند برای مرحوم میرزا رضا کرمانی».
زندگی وی درست مصادف بود با سال‌های استبداد زدگی و خودکامگی و آنچنان که مسلم است وی در راه پیروزی آرمان‌های ایرانیان که چندی پس از مرگ او با محقق شدن پیروزی مشروطه خواهان به نتیجه رسید، تلاش‌های بسیار کرد. چنان‌که بیان شد، او در جنبش تحریم تنباکو، سهم شایانی داشته است. ارتباط او با سیدجمال الدین اسدآبادی و پس از آن با روشنفکران و اصلاح طلبان بر کسی پوشیده نیست؛ و از آنجا که میرزا کرمانی با او در ارتباط مستقیم بود می‌توان به نتیجه رسید که شیخ هادی نجم‌آبادی در فراهم کردن زمینه‌های رشد و بالندگی نهان مشروطیت سهم قابل توجهی داشته است. پس از وی خانواده او راهش را ادامه دادند. دختر نجم‌آبادی که از زنان روشنفکر جنبش مشروطیت به‌شمار می‌رود، به نام «آغابیگم نجم‌آبادی» در سال ۱۲۸۹خورشیدی «انجمن مخدرات وطن» را تأسیس کرد. این انجمن که فعال‌ترین و زبانزدترین تشکل زنان در دوران مشروطه بود، در آگاه‌سازی زنان جامعه از یک سو و همراهی با مبارزان مشروطه از سوی دیگر نقش بسزایی داشت. تحریم اجناس روسی، تأسیس یتیم خانه و مدرسه دخترانه و کلاس اکابر، همکاری با جمعیت نسوان وطن‌خواه ایران (به ریاست محترم اسکندری) و انجمن هیئت خواتین مرکزی و اتحادیه نسوان برای برگزاری تظاهرات اعتراض آمیز به هنگام اولتیماتوم روس‌ها و انتشار روزنامه‌ای به نام «انجمن» که دومین نشریه زنان در تاریخ ایران به‌شمار می‌رود، از فعالیت‌های انجمن تحت سرپرستی آغابیگم و ۶۰ زن عضو این تشکل غیردولتی به‌شمار می‌رود.

## آثار
یک سلسله یادداشت‌های کلامی ازوی به عربی و فارسی باقی مانده بود که توسط مرتضی نجم‌آبادی جمع شد و با نام «تحریر العقلاء» تدوین شد و ابوالحسن فروغی مقدمه ای بر ان نوشت و در سال ۱۳۱۲شدر تهران چاپ شد.

## وفات

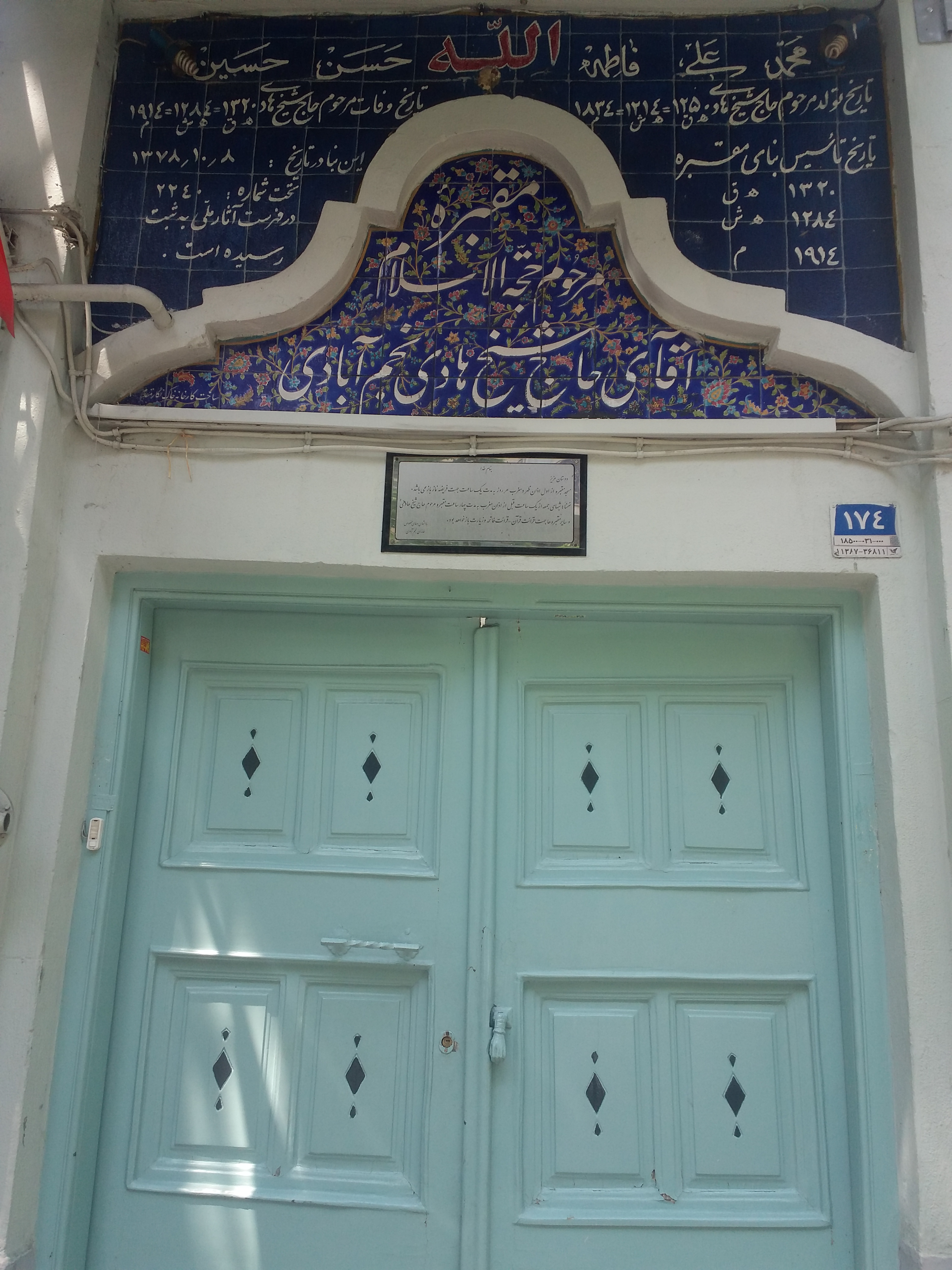
خانه و مقبرهٔ هادی نجم‌آبادی

شیخ هادی نجم‌آبادی در جمادی‌الثانی ۱۳۲۰ قمری درگذشت و در همان خانه خود در خیابان شیخ هادی نزدیک میدان حسن‌آباد تهران دفن گردید. آن خانه که بعدها بازسازی گردید به بُقعه یا آرامگاه شیخ هادی مشهور شد.
این اثر در تاریخ ۲۷ دی ۱۳۷۷ با شمارهٔ ثبت ۲۲۴۰ به‌عنوان یکی از آثار ملی ایران به ثبت رسیده است.